# Grob v vrtu
Grob v vrtu (arabsko بستان قبر المسيح, hebrejsko גן הקבר, dob. 'grobniški vrt') je krščansko romarsko mesto v Jeruzalemu, ki vsebuje starodavno grobnico, ki je po prepričanju nekaterih protestantov prazna grobnica, iz katere je vstal Jezus Kristus. To prepričanje je v nasprotju s starejšim izročilom, po katerem sta se Jezusova smrt in vstajenje zgodila na mestu, znanem kot cerkev Božjega groba. Grob v vrtu meji na skalni grič, znan kot Kraj Lobanje. Sredi devetnajstega stoletja so nekateri krščanski učenjaki predlagali, da je Kraj Lobanje Golgota, kjer so Rimljani križali Jezusa. V skladu s tem Grob v vrtu vsako leto pritegne na stotine tisoč obiskovalcev, zlasti evangeličanov in drugih protestantov. 
Organizacija, ki si Grob lasti in ga vzdržuje, je adenominacijski dobrodelni sklad s sedežem v Združenem kraljestvu The Garden Tomb (Jerusalem) Association, član Evangeličanske zveze Izraela in Svetovne evangeličanske zveze. Združenje se od trditve, da je Grob v vrtu avtentična Jezusova grobnica, distancira, in namesto tega poudarja uporabnost mesta kot vizualni pripomoček zaradi nekaterih podobnosti s svetopisemskimi opisi Golgote in praznega groba.
V skalo vklesano grobnico so odkrili leta 1867. Izraelski arheolog Gabriel Barkay poudarja, da grobnica ne vsebuje nobenih značilnosti, ki bi kazale na 1. stoletje našega štetja, ko je bil Jezus pokopan, in trdi, da je bila grobnica verjetno ustvarjena v 8.–7. stoletju pred našim štetjem. Italijanski arheolog Ricardo Lufrani namesto tega trdi, da bi jo bilo treba datirati v helensko dobo v 4.–2. stoletje pred našim štetjem. Ponovna uporaba starih grobnic v starih časih ni bila neobičajna praksa, vendar se zdi, da je to v nasprotju s svetopisemskim besedilom, ki govori o novi, ne ponovno uporabljeni grobnici, ki jo je zase naredil Jožef iz Arimateje (Mt 27,57–60, Jz 19,41).
Po Svetem pismu je bil Jezus križan blizu Jeruzalema zunaj njegovega obzidja.
- Skica Kraja Lobanje iz leta 1889, narisal B. H. Harris. Podnapis se glasi: Zeleni hrib, z mestnega obzidja; Jeremijeva jama
- Pogled na Jeremijevo jamo in Kraj Lobanje z juga, okoli leta 1900.
- Panoramski pogled na pečino, kot je bil nedavno viden z razgledne ploščadi Garden Tomb (2007). Slika v ospredju je zgodovinska fotografija (iz leta 1880) iste pečine.
- Pogled na Grob v vrtu iz tridesetih let prejšnjega stoletja
- Panel v bližini grobnice
- Znotraj grobnice
- Notranjost grobnice
- Notranjost grobnice
- Skica Groba v vrtu, ki jo je ustvaril BH Harris leta 1889.

## Pripadnost
Vrt upravlja Garden Tomb Association, član Evangeličanske zveze Izraela in Svetovne evangeličanske zveze . 